# Ле-Везине
Ле-Везине (фр. Le Vésinet) — коммуна во Франции, в регионе — Иль-де-Франс, департамент — Ивелин.
Ле-Везине расположена в излучине Сены, но она не протекает по территории коммуны. Рельеф равнинный. Есть озёра. Коммуна крайне урбанизированна, леса и поля составляют лишь 20 % территории.